# Eleutherodactylus beguei
Eleutherodactylus beguei es una especie de anfibio anuro de la familia Eleutherodactylidae.

## Distribución geográfica
Esta especie es endémica de la provincia de Guantánamo en Cuba. Se encuentra en Yateras.

## Descripción
Los 8 especímenes machos adultos observados en la descripción original miden de 12 a 14 mm de longitud estándar y la espécimen hembra adulta observada en la descripción original mide 15 mm de longitud estándar.

## Etimología
Esta especie lleva el nombre en honor a Gerardo Begué Quiala.

## Publicación original
- Díaz & Hedges, 2015: Another new cryptic frog related to Eleutherodactylus varleyi Dunn (Amphibia: Anura: Eleutherodactylidae), from eastern Cuba. Solenodon, Revista Cubana de Taxonomía Zoológica, vol. 12, p. 124–135[2]